# Pochazia emarginata
Pochazia emarginata är en insektsart som först beskrevs av Walker 1857.  Pochazia emarginata ingår i släktet Pochazia och familjen Ricaniidae. Inga underarter finns listade i Catalogue of Life.